# Ducatul Burgundia
Ducatul Burgundiei (în franceză Duché de Bourgogne) a fost un ducat medieval, vasal al Regatului Franței, cu centrul politic la Dijon. Teritoriul ducatului corespunde, în mare parte, cu acela al regiunii administrative franceze actuale Bourgogne-Franche-Comté. Înființat în 880, a fost condus de o succesiune de duci mai mult sau mai puțin dependenți de regele francez. În secolele XIV și XV aceștia și-au extins domeniile, ducatul fiind unul din cele mai importante domenii ale unui stat independent de facto. La moartea ultimului conducător, Carol Temerarul, în 1477, ducatul a fost reintegrat în Regatul Francez, până la Revoluția franceză, făcând parte din domeniul regal, fiind astfel lipsit de autonomie.

## Istoric

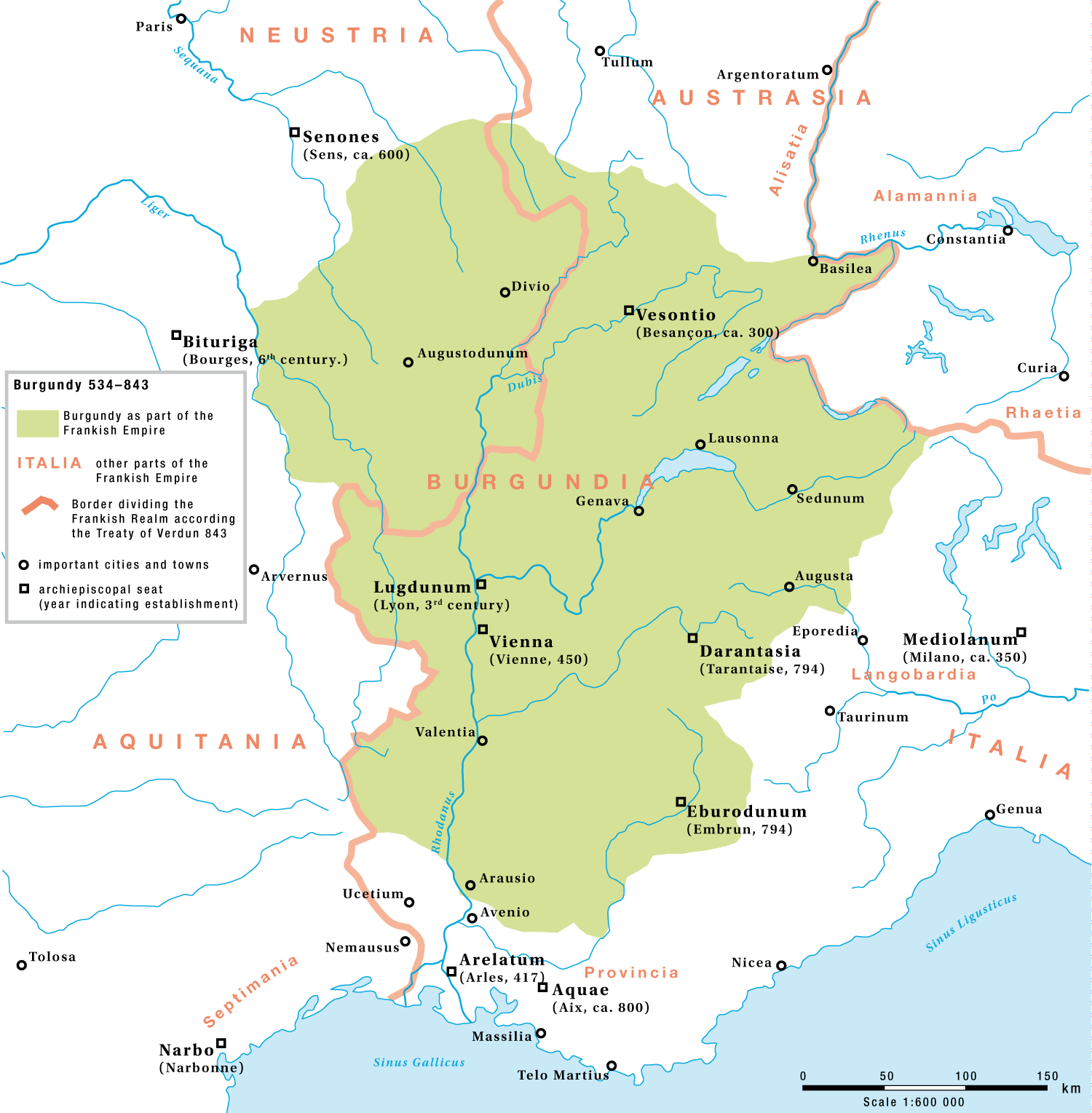
Burgundia în Imperiul Carolingian și divizarea sa în urma Tratatului de la Verdun

Burgunzii erau unul dintre popoarele germanice care au umplut vidul de putere lăsat de prăbușirea Imperiului Roman de Apus. În 411, au traversat Rinul și au format un regat la Worms. în mijlocul luptelor dintre romani și huni, Regatul Burgundiei a ajuns să ocupe teritoriile care astăzi se află la granița dintre Elveția, Franța și Italia. În 534, Francii l-au învins pe Godomar, ultimul rege burgund, și au inclus acest teritoriu în imperiul lor aflat în expansiune. Burgundia a avut o existență mai mult sau mai puțin autonomă în cadrul regatelor francilor, dar în perioada Imperiului Carolingian, termenul a ajuns să desemneze doar o regiune geografică.
Existența modernă a Burgundiei își are rădăcinile în dezagregarea Imperiului francilor odată cu semnarea Tratatului de la Verdun din 843. Teritoriul Burgundiei este împărțit între Francia Occidentală și Francia de Mijloc, aproxmiativ de-a lungul râului Saône. Se formează astfel două Burgundii, Burgundia Inferioară și Burgundia Jurană. În urma dezintegrării Franciei de Mijloc în 870, sudul acesteia, inclusiv Burgundia, intră sub influența lui Boson, un apropiat al lui Carol cel Pleșuv. La moartea lui Ludovic al II-lea, doi ani după moartea tatălui său Caro, Boson aspiră la tronul regatului Franc, dar este învins de către Ludovic al III-lea. Drept recunoștință pentru sprijinul acordat, fratele lui Boson, Richard Justițiarul, este recompensat cu o serie de comitate din Burgundia. Acesta cucerește alte comitate, și ajunge să controleze un domeniu important din jurul Comitatului Autun. În 898 primește dreptul de a le fuziona, devenind astfel marchiz, iar în 918 primește tilul de duce de Burgundia.

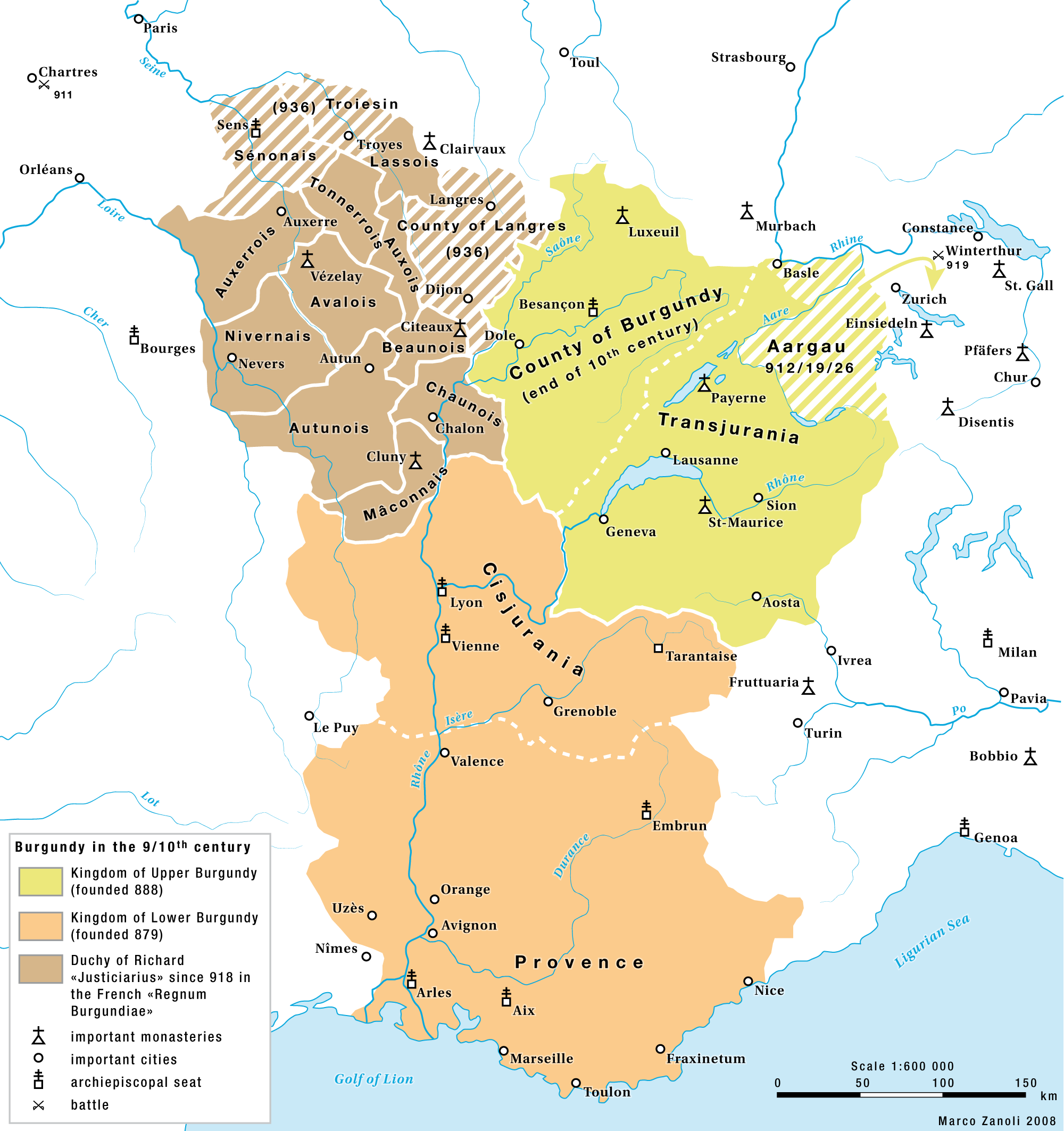
Burgundia în secolele IX și X. Ducatul Burgundia este indicat în maro

Fiul lui Richard, Raoul, îi urmează acestuia la tron, dar în 923 urcă pe tronul Franței. Acesta utilizează resursele ducatului pentru a-și consolida poziția, ducatul rămânând în posesia fratelui său Hugues. Acesta deține teritorii de o parte și de cealaltă a râului Saone, dar la moartea lui Raoul, Hugues este atacat fracțiunea opusă acestuia, și pierde teritoriile ducatului de Burgundia. La moartea succesorului lui Hugues, Gilbert de Chalon, teritoriile sunt reunite prin căsătoria dintre Otton de Burgundia, fiul titularului titlului ducal și dintre fiica lui Gilbert, singura moștenitoare a acestuia. Otton moare prematur în 965, iar ducatul îi revine fratelui acestuia, Henric. La moartea acestuia fără moștenitori direcți în 1002, ducatul se află din nouîntr-o luptă pentru succesiune, Otte-Guillaume, Contele de Burgundia pierzând lupta în fața regelui Franței Robert al II-lea în 1004. Acesta integrează ducatul în regatul său.
Ducatul îi revine în 1032 lui Robert I, fiindu-i oferit de către fratele său, regele Henric I. Pentru următoarele 300 de ani, ducatul va rămâne în posesia Capețienilor, peste 12 duci ocupând tronul ducal. Ultimul duce, Filip I moare în 1361 de ciumă la vârsta de 15 ani, fără a lăsa  urmași.
Datorită Războiului de o sută de ani, pentru a rezolva cât mai repede problema succesiunii, Regele Ioan al II-lea al Franței oferă ducatul fiului său cel mai mic, Filip. Prin căsătoria acestuia cu fiica unică a Contelui de Flandra, Filip devide unul dintre principalii seniori ai regatului, deținând pe lângă ducatul Burgundia și Flandra și Comitatele Artois și Franche-Comté. Acesta din urmă fiind vasal al Sfântului Imperiu Roman, îi permite lui Filip să joace un rol important în conflictul dintre Franța și Anglia. Fiul acestuia, Ioan fără frică îi urmează în 1404. În perioada nebuniei regelui Carol al VI-lea, Ioan este șeful unei fracțiuni din lupta pentru putere ce îl opune clanului de Armagnac. Aliat al englezilor, Ioan ocupă Parisul în 1418, dar în 1419 este asasinat de moștenitorul tronului Franței, viitorul Carol al VII-lea.
Fiul lui Ioan, Filip al III-lea, zis cel Bun, a fost unul dintre cei mai influenți monarhi ai evului mediu târziu. În perioada domniei sale, Burgundia ajunge la apogeul existenței sale. De-a lungul domniei sale de aproape 48 de ani este un abil diplomat, jocul de alianțe pe care acesta îl practică între Anglia și Franța îi permit să fie șeful unui stat independent. Filip extinde teritoriile sale, domeniile burgunde din Țările de Jos cuprinzând majoritatea teritoriului actual al Belgiei, Olandei și Luxemburgului. Viața la curtea acestuia era fastuoasă, Filip auto-intitulându-se "Mare Duce al Occidentului" și fiind unul dintre principalii meceni ai perioadei.
La moartea lui Filip în 1467 îii urmează fiul său Carol Temerarul. Ambiția acestuia a fost de a reconstitui teritoriul Lotharingiei, teritoriul dintre Marea Nordului și Marea Mediterană. Ambițiile acestuia se lovesc de opoziția cantoanelor elvețiene, de cea a ducelui de Lorena și de ce a regelui Franței, Ludovic al XI-lea. În timpul asediului orașului nancy, în 1477 Carol moare domeniile sale fiind împărțite între Ludovic al XI-lea și Maria de Burgundia. Primul obține teritoriile ducatului Burgundia, pe care le integrează în Domeniul Regal, titlul de Duce de Burgundia fiind oferit de regele Franței doar în mod onorific diverșilor prinți de la curtea acestuia. Maria reușește să conserve mare parte din teritoriile din Țările de Jos, precum și restul teritoriilor din Sfântul Imperiu Roman prin căsătoria sa cu Maximilian de Austria. Astfel rămășițele principatului Burgundia intră în posesia casei de Habsburg care va revendica în continuare titlul ducal. În urma Războiului pentru Succesiunea Spaniolă casa de Habsburg pierde tronul Spaniei, iar partea austriacă a familiei nu va mai continua revendicarea. Aceasta va fi reluată de monarhia spaniolă, titlul fiind înglobat în titlurile regelui Spaniei, fiind purtat și actualmente de Juan Carlos.

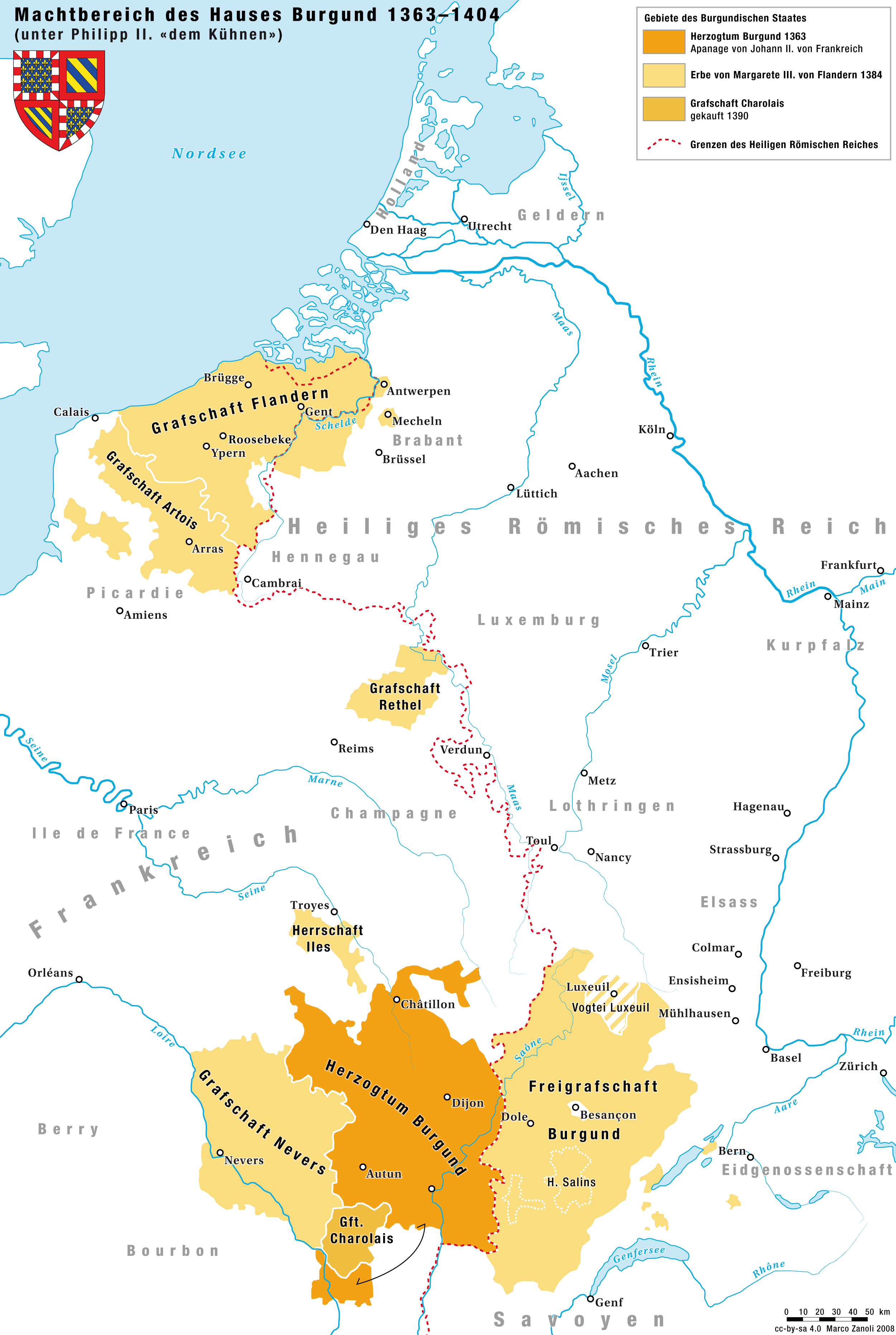
Domeniile burgunde în perioada lui Filip al II-lea
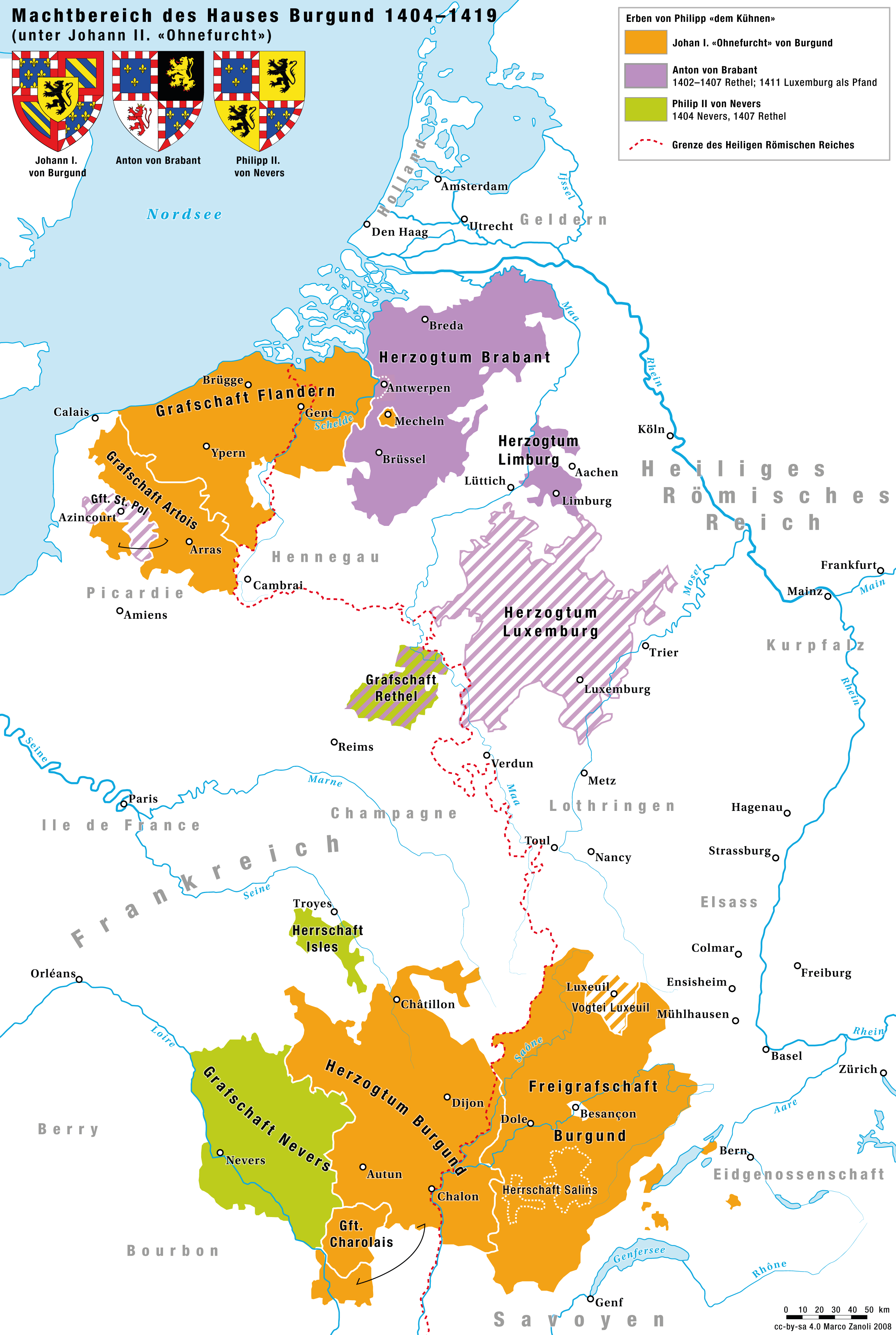
Domeniile burgunde în perioada lui Ioan I
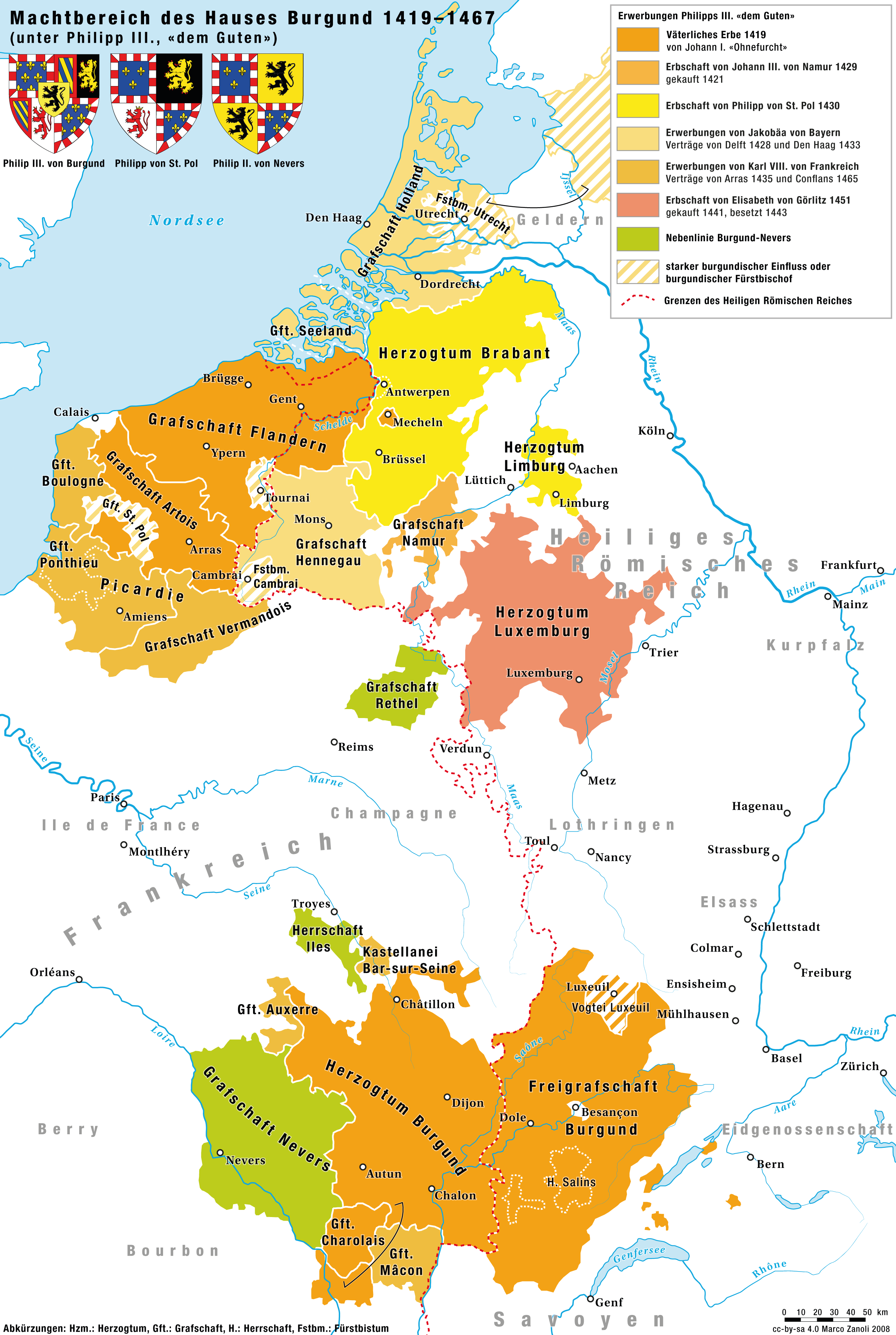
Domeniile burgunde în perioada lui Filip al III-lea
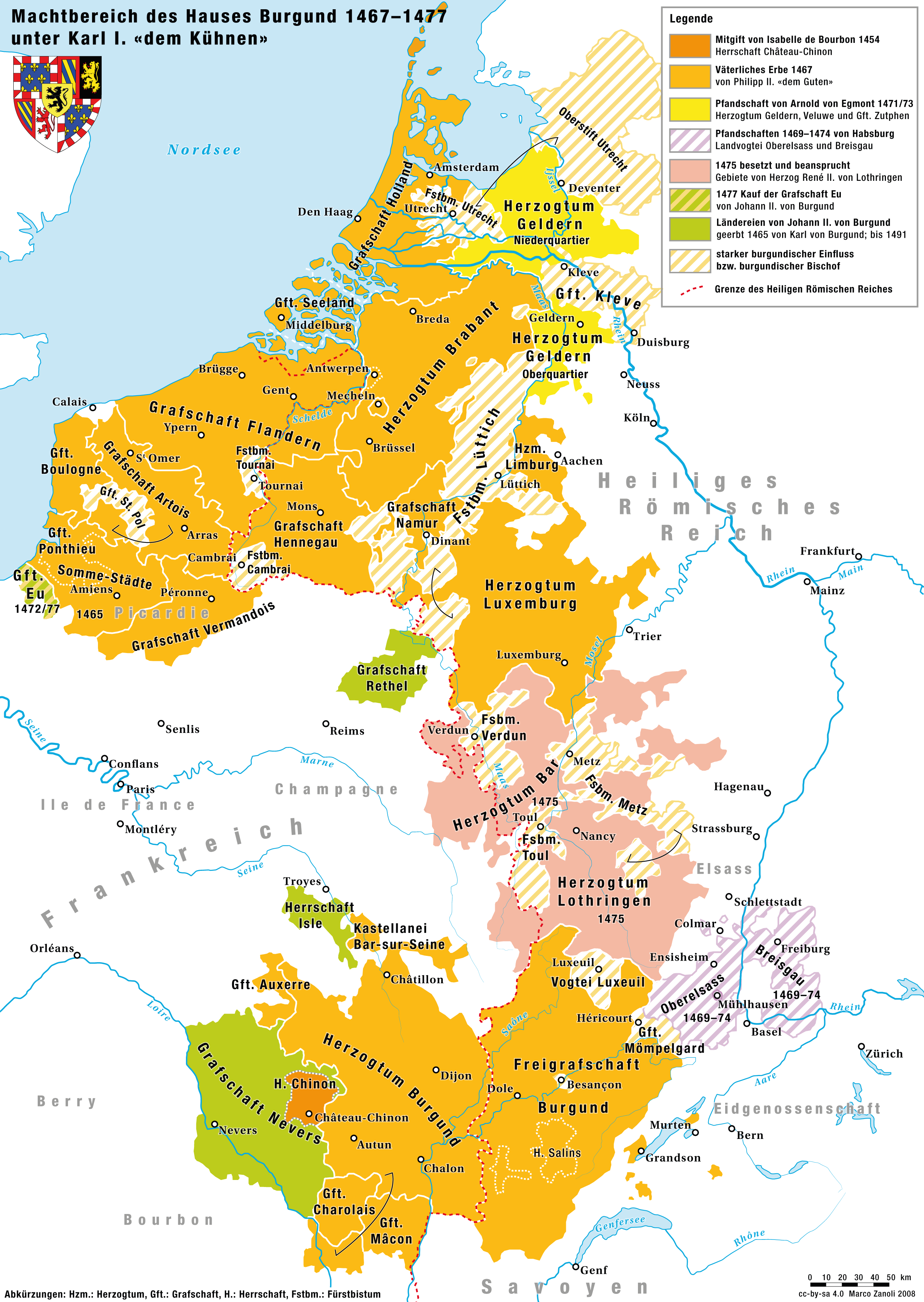
Domeniile burgunde în perioada lui Carol Temerarul
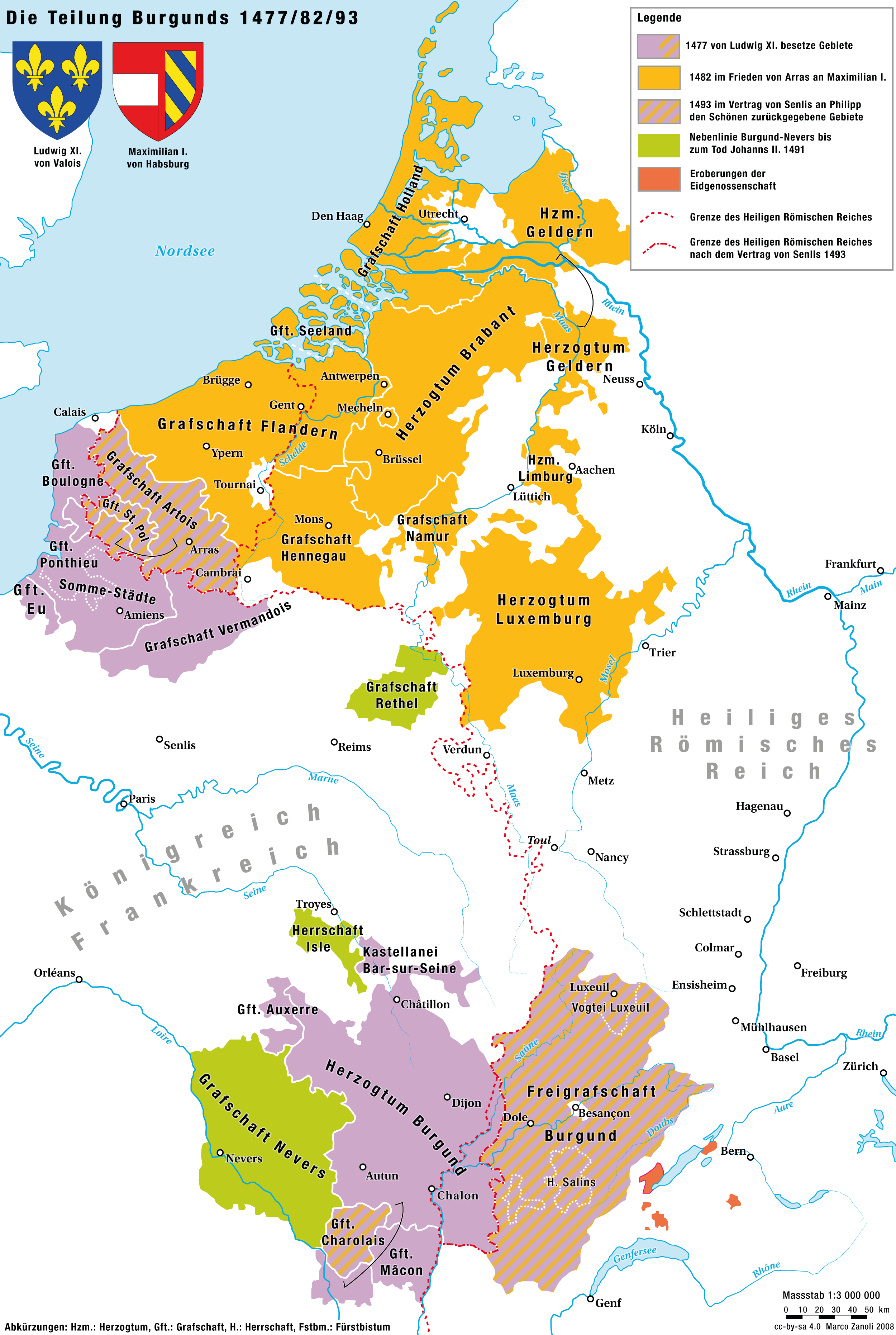
Partajarea domeniilor burgunde între Regele Franței și Maria de Burgundia